# Visconde de Peso de Melgaço
Visconde de Peso de Melgaço é um título nobiliárquico criado por D. Carlos I de Portugal, por Decreto de 13 de Janeiro de 1890, em favor de Júlio César de Castro Sousa Meneses e Abreu.
Titulares
1. Júlio César de Castro Sousa Meneses e Abreu, 1.º Visconde de Peso de Melgaço.